# Anderson (Missouri)
Pour les articles homonymes, voir Anderson.
Anderson est une ville du comté de McDonald, dans le Missouri, aux États-Unis,. Située au centre du comté, son histoire remonte à 1886, lorsque Robert Anderson y ouvre un magasin. Elle est incorporée en 1901.

## Démographie
Lors du recensement de 2010, la ville comptait une population de 1 961 habitants. Elle est estimée, en 2017, à 1 977 habitants.

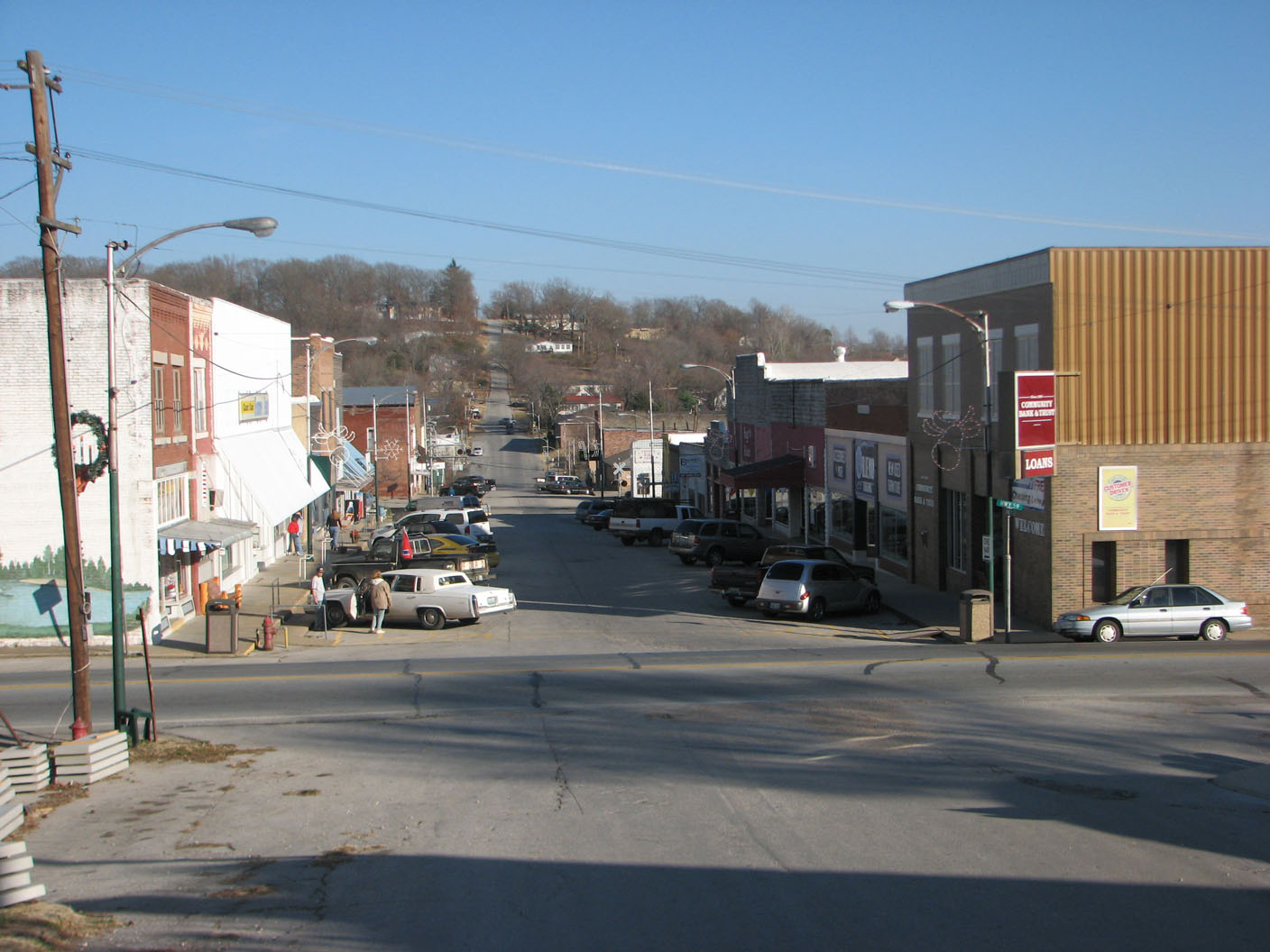
La rue principale d'Anderson (2006).

### Source de la traduction
- (en) Cet article est partiellement ou en totalité issu de l’article de Wikipédia en anglais intitulé « Anderson, Missouri » (voir la liste des auteurs).